# Pebble
Pebble (с англ. — «галька») — смарт-часы от компании Pebble Technology.

## История
Разработка часов была профинансирована посредством краудфандинга через сайт Kickstarter. За первые два часа проект набрал необходимую сумму в 100 тыс. долларов. Pebble стал крупнейшим завершённым проектом на тот момент, набрав свыше 10 млн долларов. Первые экземпляры были доставлены заказчикам в начале 2013 года, на июль, по сообщению компании, было доставлено 85 000 устройств.
Часы Pebble задумывались как удобное дополнение к смартфону, которое позволяет оперативно им управлять.
Дополнительные средства автоматизации и управления работой смартфона доступны с помощью стороннего приложения AutoPebble в связке с приложением Tasker. Связка Autopebble+Tasker позволяет создавать произвольные команды и задачи по обработке команд, что позволяет добавить дополнительную функциональность по управлению телефоном: режим работы звука, связи, запуска приложений на смартфоне по команде или событию и другие.
В рамках выставки CES 2014 состоялся анонс умных часов Pebble Steel — это второе поколение часов с изменённым корпусом и защитным стеклом Gorilla Glass. Все остальные характеристики остались без изменений.

## Описание
Часы связываются со смартфоном посредством Bluetooth 2.1 или 4.0 (BLE), поддержка которого была добавлена в ноябрьском обновлении 2013 года. Они позволяют отвечать на звонки, читать SMS, управлять медиаплеером. Pebble не привязаны к какой-то одной мобильной платформе: они работают с устройствами, работающими под Android, iOS, также неофициально поддерживаются Windows Phone, Maemo, MeeGo и прочие.
Дисплей сделан по технологии Memory LCD производства компании Sharp, чёрно-белый дисплей с ультра-малым потреблением энергии. Часы снабжены длинным и широким ремешком из Soft Touch резины. Корпус выполнен из пластика: спереди он глянцевый, а по бокам и сзади — матовый.

## Rebble
В конце 2016 года компания Fitbit приобрела компанию Pebble, объявив о закрытии необходимых для работы умных часов облачных сервисов. Как альтернатива, разработчиками был создан Rebble — проект по воссозданию облачной инфраструктуры Pebble. Были воссозданы магазин приложений и циферблатов, сервисы обновления ПО, прогноза погоды и распознавания речи, а также запущен RebbleOS — проект по созданию альтернативной прошивки для часов.